# 克羅埃西亞—鄂圖曼戰爭
克羅埃西亞－鄂圖曼戰爭可能是指15至19世紀的克羅埃西亞王國（包括隸屬哈布斯堡君主國與以個人王朝併入匈牙利王國時的狀態）和鄂圖曼帝國爆發的數場戰爭：
- 長戰役（1443至1444年）
- 奥斯曼-克羅埃西亞百年戰爭（1493至1593年）
- 長戰爭（1593至1606年）
- 奧地利—土耳其戰爭（1663至1664年）
- 大土耳其戰爭（1683至1699年）
- 奧地利—土耳其戰爭（1716至1718年）
- 奧地利—土耳其戰爭（1787至1791年）
- 奧匈帝國吞併波赫兩省（1878年）